# Bokkingshang
Bokkingshang is een straat in Deventer, naast de oprit naar de Wilhelminabrug over de IJssel. De plek was oorspronkelijk een havenkade waar haring werd opgehangen om gerookt te worden tot bokking; vandaar de naam.
In de Middeleeuwen bevond zich hier een van de waltorens van de stadsmuur. In 1999 werden de resten van een 15e-eeuws rondeel opgegraven.
De Bokkingshang is een raamprostitutiestraat met ongeveer dertig werkplekken. Twintig daarvan zijn sinds 2011 gesloten omdat de vergunning is ingetrokken.
In vergelijking met andere prostitutiezones is de locatie markant omdat deze zich naast een hoofdinvalsweg van de stad bevindt.
Amsterdam (De Wallen) · 
Achterdam (Alkmaar) · 
Bokkingshang (Deventer) · 
Eindhoven · 
Groningen · 
Den Haag · 
Haarlem · 
Leeuwarden · 
Nijmegen · 
Utrecht · 
tot 2006: Spijkerkwartier (Arnhem)